# Adalbert Danzer
Adalbert Danzer (15. ledna 1794 Prameny – 16. března 1862 Mariánské Lázně) byl český lékař.

## Život
Danzer vystudoval v Chebu lékařství a po ukončení studií začal v tomto městě i s praxí. Posléze odešel do Kynžvartu a roku 1828 do Mariánských Lázní, které znal již od dětských let, kdy sem jezdíval na léčení k Johannu Josefu Nehrovi. Hned následující rok po svém příchodu (1829) si nechal ve městě zbudovat dům číslo popisné 4 nazvaný König von Bayern, posléze Skalník.
Dřívější pobyty v Mariánských Lázních Danzera ovlivnily do té míry, že k městu získal vztah a začal se zajímat o jeho historii a o místní vlastivědu. Sbíral například místní zvyky a jako první sepsal dějiny města, které roku 1842 vyšly pod názvem Geschichte Marienbads. K dalším dílům patří Marianbader Quellen (1844), věnující se místním pramenům, či Topographie Marienbads (1847).
Roku 1862 Danzer zemřel a pohřben je v rodinné hrobce na mariánskolázeňském hřbitově.